# Penlop
 (décembre 2022).
Si vous disposez d'ouvrages ou d'articles de référence ou si vous connaissez des sites web de qualité traitant du thème abordé ici, merci de compléter l'article en donnant les références utiles à sa vérifiabilité et en les liant à la section « Notes et références ».

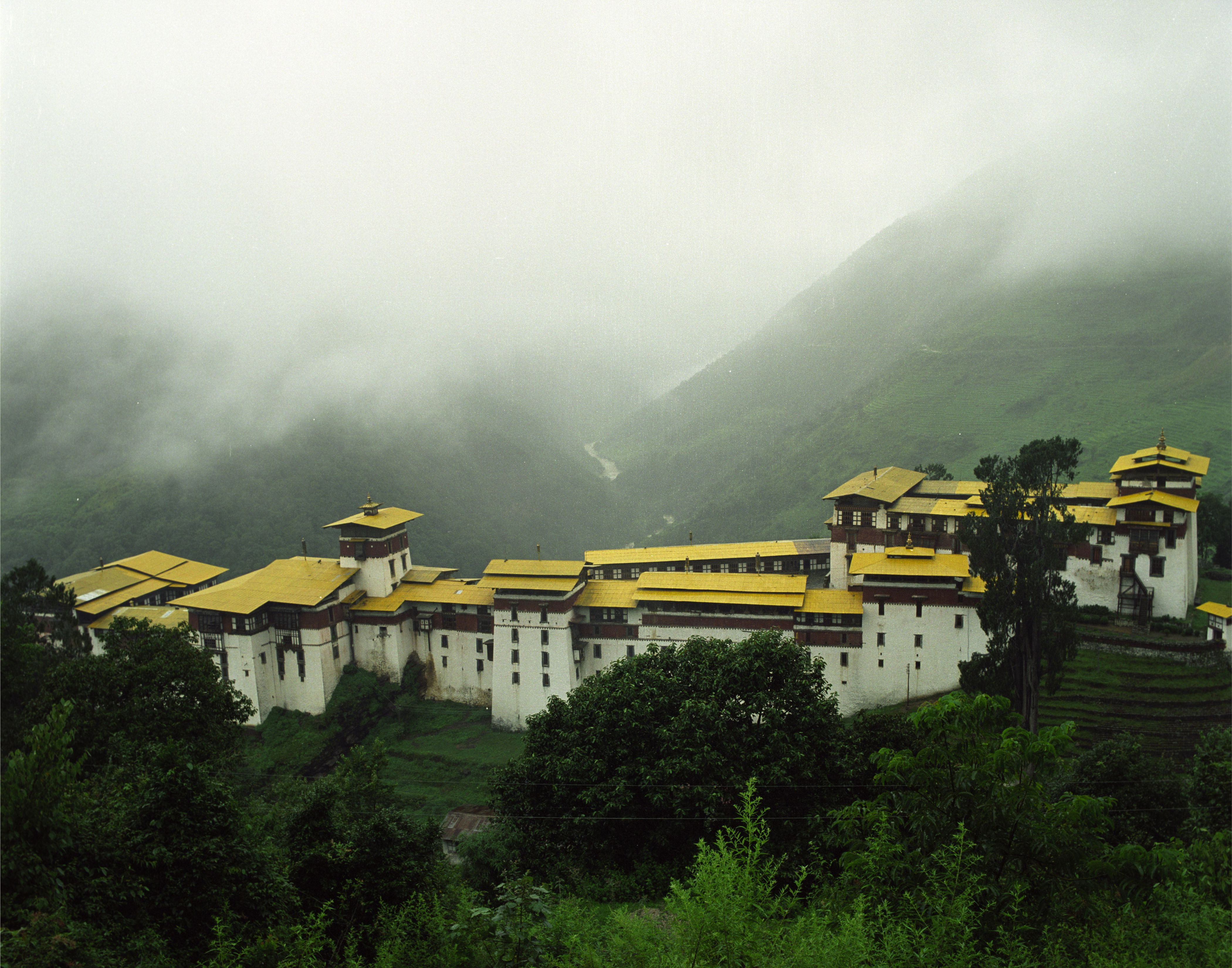
Trongsa Dzong

Penlop est un terme Dzongkha qui peut se traduire par « gouverneur ». Avant l'unification du pays, les penlops du Bhoutan en contrôlaient quelques districts. Ils sont désormais au service des souverains de la dynastie Wangchuck. Le Roi est encore quelquefois appelé « Penlop de Trongsa », du nom du district dont est originaire la famille royale.